# Gadstrup (plaats)
Gadstrup is een plaats in de Deense regio Seeland, gemeente Roskilde, en telt 1835 inwoners (2007).